# Jean-Michel Dufaux
 (juin 2020).
Jean-Michel Dufaux, né en 1966 à Montréal, est un animateur, chroniqueur, auteur et photographe québécois. Il est détenteur d'un certificat en sciences politiques de l'Université de Montréal (1986) et d'un baccalauréat en arts de l'Université McGill en 1989. Il a aussi reçu en 1990 une formation de scripteur de l'École nationale de l'humour. Il est connu principalement en tant qu'animateur à la télévision. Il est le fils cadet du documentariste français Georges Dufaux.

## Biographie
Pendant les années 1990, il anima les émissions Scène de rue et Drôle de vidéo sur les ondes du réseau TVA. Au début des années 2000, il co-anima l'émission Testostérone diffusée à TQS.
De 2004 à 2008, il devient ensuite chroniqueur à l’émission quotidienne Caféine sur les ondes de TQS.
De 2005 à 2008, il fut chroniqueur à l’émission Des kiwis et des hommes sur la chaîne télé de Radio-Canada.
De 2009 à 2011 il anima l’émission culinaire La Cantine sur les ondes de V.
De 2012 à 2015, il fut chroniqueur à l’émission artistique C’est juste de la TV sur les ondes de Artv.
À la radio, il fut notamment animateur sur les ondes de Rock-Détente de 2005 à 2007 et chroniqueur à l’émission Culture Physique sur la chaîne radio de Radio-Canada de 2010 à 2014. Depuis 2015, il est chroniqueur sur les ondes de CKLX-FM.
Depuis 2002, il anima au cours des 20 dernières années, de nombreuses émissions sur le voyage sur les ondes du Canal Évasion. Depuis le début du 21e siècle, il est aussi chroniqueur voyage pour plusieurs émissions de Radio-Canada dont Pour le Plaisir de 2008 à 2015 et Marina de 2015 à 2021.

## Carrière

### Publications
- Jean-Michel Dufaux, Voyages: Odyssée photographique, Éditions Les Malins, Montréal, septembre 2008, 154 p.[3],[4]
- Jean-Michel Dufaux, Cafés, Éditions Cardinal, Montréal, 28 septembre 2015, 256 p.[5],[6]
- Jean-Michel Dufaux, 300 raisons d'aimer Toronto, Éditions de l'Homme, Montréal, 30 septembre 2019, 288 p.[7],[8]

### Télévision
- 1992-1994 Beau et Chaud (chroniqueur)
- 1994-1996 Flash (chroniqueur)
- 1995 : C'est chaud (animateur)
- 1996 - 1999 : Drôle de vidéo (animateur)
- 1996-1999 Scène de rue (animateur)
- 2000 : Pré-Gala Juste pour rire (animateur)
- 2001 : Hôtel des stars (réalisateur) [9]
- 2001 : Tricolore sur la route (animateur/réalisateur)[9]
- 2002 : Allo Salt Lake (réalisateur)[9]
- 2002 - 2004 : Testostérone (coanimateur)[9]
- 2002 : Escale de rêve (animateur)[9]
- 2003 : Europe express (animateur)[9]
- 2003 - 2005 : Soleil express (animateur)[9]
- 2004-2008 : Caféine (chroniqueur)
- 2005-2008 : Des kiwis et des hommes (chroniqueur)
- 2008-2015 : Pour le Plaisir (chroniqueur)
- 2009-2011 : La Cantine (animateur)
- 2012-2015 : C’est juste de la TV (chroniqueur)
- 2015-2021 : Marina (chroniqueur)
- 2016-2018 : Azimut (animateur)
- Depuis 2019 : JiC (chroniqueur)
- 2020-2021 : Dans le passeport de (animateur)
- 2022-2023 : Tour de Thaï (animateur)
- 2023-2024 : Tadam Vietnam (animateur)
- 2024-2025: Deux sombres héros à Mexico

### Radio
- 1993-1995 : CKOI (chroniqueur)
- 2005-2007 : Rock détente Le Matin, Rock Détente 107,3 (animateur estival)[9]
- 2010-2014 : Culture Physique  ICI Radio-Canada Première (chroniqueur)
- Depuis 2015 : CKLX-FM 91.9 Sports (chroniqueur)

### Cinéma
- 2008 : Le cas Roberge : Jean-Michel